# Ángel Masié Ntutumu
Ángel Masié Ntutumu (ur. 1930, zm. 4 października 2020) – polityk Gwinei Równikowej.
Brat Miguela Eyegue Ntutumu, wiceprezydenta kraju w latach 1974–1976.
Był członkiem Ruchu Wyzwolenia Narodowego Gwinei Równikowej (MONALIGE), ministrem spraw wewnętrznych od 1968 do 1973. W 1974 objął stanowiska ministra bezpieczeństwa narodowego, wiceministra zdrowia i sekretarza prezydenta Macíasa Nguemy. Ponosi odpowiedzialność za część aktów represji dokonanych podczas dyktatorskich rządów tego ostatniego, w tym wydarzenia na wyspie Bioko z 1974. W 1976 popadł w niełaskę i udał się na wychodźstwo do Hiszpanii. W 1979, wciąż przebywając na emigracji, wsparł zamach stanu dokonany przez Obianga Nguemę i wkrótce później wrócił do kraju. W 1981 jednakże został uwikłany w domniemaną próbę zamachu stanu przeciwko nowemu prezydentowi (wśród oskarżonych znalazło się też kilku innych prominentnych polityków, w tym Andrés Moisés Mba Ada).
Był deputowanym do Izby Przedstawicieli Ludowych z ramienia prezydenckiej Partii Demokratycznej (PDGE). Przeszedł następnie do opozycji wstępując w szeregi Unión Popular (UP). Wchodził w skład Narodowej Rady Politycznej tego ugrupowania. Dwukrotnie aresztowany za działalność opozycyjną, kolejno w 1991 i 1993.
W 2010 ponownie został członkiem PDGE. Jego syn Ángel Masié Mebuy również jest politykiem, pełnił szereg funkcji w hierarchii partyjnej i państwowej Gwinei Równikowej.